# Hamilton (Bermudi)
Hamilton je glavni grad Bermuda, britanskog prekomorskog područja koje se nalazi istočno od Sjeverne Karoline, jedne od Saveznih država SADa. Grad se nalazi na sjevernoj obali luke Hamilton, najvažnije luke na Bermudima.
Povijest grada počinje 1790.g. kada je tadašnja vlada odredila područje za svoje buduće središte. Hamilton je službeno postao glavni grad 1815.g. Grad je nazvan prema guverneru Henry Hamiltonu, koji je upravljao Bermudima od 1778-1794. 
Iako je Hamilton administrativno središe Bermuda, grad ima samo 969 stanovnika. 